# Cidade Fortificada de Bacu
A Cidade Fortificada de Bacu ou Cidade Velha (em azeri: İçəri Şəhər) é o núcleo histórico da cidade azeri de Bacu. Em dezembro de 2000, a Cidade Velha de Bacu, incluindo o Palácio dos xás de Xirvão e Torre da Donzela, se tornou o primeiro sítio no Azerbaijão a ser classificado como Patrimônio Mundial pela UNESCO.

## História

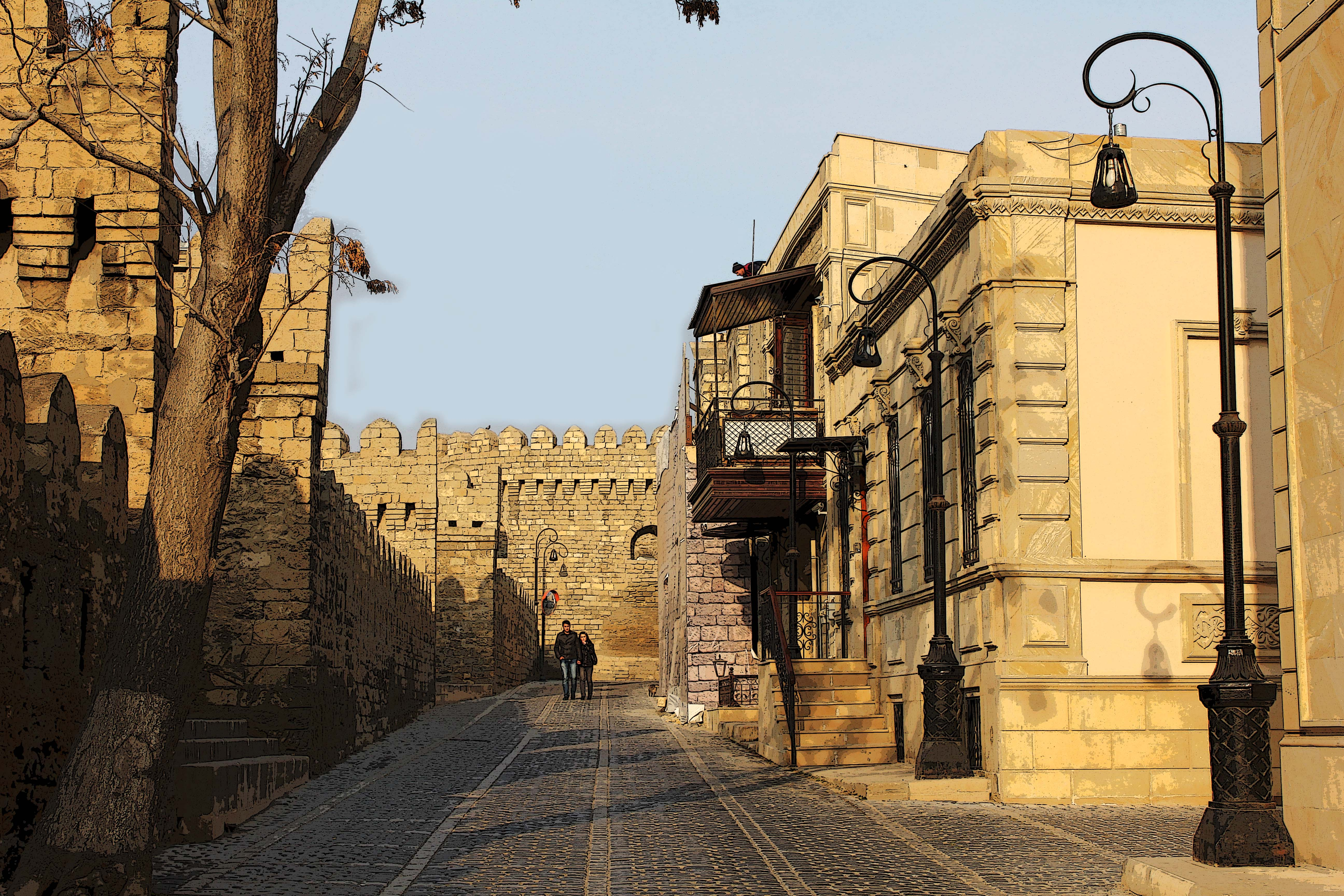

É amplamente aceito que a Cidade Murada, incluindo a Torre da Donzela, data pelo menos do século XII, com alguns investigadores afirmando que a construção data já no século VII.  A questão ainda não foi completamente resolvida.
Durante o período medieval de Bacu, monumentos como o Minarete Synyg Gala (século XI), a muralha e as torres (séculos XI a XII), a Torre da Donzela, o Caravançarai Multani e Banho Haji Gaíbe (século XV), o Palácio dos xás de Xirvão (séculos XV a XVI), o Caravançarai Bucara e Banho Gasimbey  (século XVI) foram construídos.
Em 1806, quando Bacu foi anexada pelo Império Russo, havia 500 famílias e 707 lojas, e uma população de 7.000 habitantes na Cidade Murada (na época o único bairro de Bacu). Entre 1807 e 1811, os muros da cidade foram reparados e as fortificações prolongadas.  A cidade tinha duas portas: o Portão Salyan e o Portão Shemakha.  A cidade foi protegida por dezenas de canhões fixados nas paredes.  O porto foi reaberto para o comércio, e em 1809 uma estância aduaneira foi criada.
Foi durante este período que Bacu começou a estender além dos muros da cidade, e novos bairros surgiram.  Assim, os termos Cidade Secreta (azeri: İçəri Şəhər) e Cidade Externa (azeri: Bayır Şəhər) entrou em uso.  Referindo-se ao antigo domínio russo, o ator bacuviense Huseyngulu Sarabski escreveu em suas memórias:
Com a chegada dos russos, o olhar da arquitetura tradicional da cidade antiga mudou.  Muitos edifícios europeus foram construídos durante o século XIX e início do XX, com estilos como o  barroco e o  gótico.
Em 1865, uma parte das muralhas da cidade, com vista para o mar, foi demolida, e as pedras foram vendidas e utilizadas na construção da cidade exterior.  O dinheiro obtido dessa venda (44 000 rublos) foi para a construção do Boulevard de Bacu. Em 1867, as fontes antes em Bacu foram instaladas no Boulevard.
Neste período, mais duas portas foram abertas, sendo uma delas o famoso Portão Taghiyev (1877).  A abertura de novas portas e passagens continuou até o período soviético.